# The Ocean Cleanup
The Ocean Cleanup («Оушен Клинап») — неправительственная инженерная организация, базирующаяся в Нидерландах, которая разрабатывает технологию для извлечения пластикового мусора из океанов. После нескольких лет испытаний The Ocean Cleanup развернули свой первый полномасштабный прототип. Через два месяца он столкнулся с трудностями и был отбуксирован на Гавайи для проверки и ремонта. В июне 2019 года была развернута вторая прототипная система.
27 июля 2022 года The Ocean Cleanup заявили, что смогли удалить более 100 тонн мусора из океана.

## Основание
Проект основан Бояном Слатом — молодым нидерландским изобретателем и предпринимателем.
В 2012 году Боян Слат выступил на конференции TEDx. Он описал проблему биоаккумуляции микропластика и предложил решение — строить очистное сооружение для вылова отходов из «мусорного пятна».
Боян Слат бросил учёбу и основал фонд Ocean Cleanup; идея очистки океана стала вирусной, это позволило организации Ocean Cleanup нанять команду и собрать первые $90 000 через краудфандинг. Команда волонтёров из примерно 100 специалистов (инженеров, океанографов и др.) подготовила подробное исследование, опубликованное в 2014 году. Запущенный после выхода этого исследования второй по счёту сбор средств Ocean Cleanup собрал $2 154 282 и был назван «самой успешной краудфандинговой кампанией неприбыльной организации в истории».

## Описание
Согласно проекту, в океане установили большие U-образные «плавучие ловушки» — «поплавки», которые действуют как передвижная береговая линия. Скорость передвижения барьера, образуемого ими и удерживаемого якорями, медленнее, чем у мусора, и таким образом пластик скапливается в «ловушках». Каждые два месяца собранный мусор будет доставляться на берег специально присланным судном и пройдёт переработку.
Создатели The Ocean Cleanup поставили себе целью сокращение за пять лет площади тихоокеанского мусорного пятна вдвое. Большое тихоокеанское мусорное пятно находится между Калифорнией и Гавайскими островами, и в три раза превышает площадь Франции. За год из Тихого океана планируется вывозить 15 тысяч тонн пластика.
Начало работы проекта, в рамках запуска одной системы для сбора мусора, планировалось на середину 2018 года, а выход на полную мощность — к 2020 году. Первый запуск, однако, окончился неудачей, и систему пришлось совершенствовать. Улучшенная модель была спущена на воду в июне 2019 года. Через четыре месяца испытания были оценены как успешные и было объявлено о планах расширения масштабов работы в ближайшие несколько лет. В 2020 году было опубликовано исследование, заключившее, что заграждения проекта неэффективны против пластика.

## The Interceptor
В конце октября 2019 года The Ocean Cleanup объявил о новой инициативе — «The Interceptor». Она направлена на решение проблемы мусора в реках; планируется собирать 80% океанического мусора из 1000 рек по всему миру.